# Antologie Beatles
Antologie Beatles, anglicky The Beatles Anthology, je rozsáhlý britský dokumentární projekt z poloviny 90. let věnující se historii legendární hudební skupiny The Beatles. Podíleli se na něm všichni tehdy žijící bývalí členové (Paul McCartney, George Harrison a Ringo Starr) i jejich producent George Martin. Výstupem bylo asi 10 hodin videomateriálu zpracovaného jako televizní série a kolekce videokazet, kniha fotografií, a 6 zvukových CD vydaných jako 3 dvojalba, obsahující raritní archivní nahrávky písní, které Beatles vydali v jiných verzích, později sólově, nebo do té doby vůbec. Součástí edice byly i dvě písně, které zbylí členové nahráli zcela nově, na podkladě archivních demonahrávek Johna Lennona.

## Televizní seriál
Seriál obsahuje 6 dílů po 50 minutách. Historie Beatles je vyprávěna pomocí exkluzivních rozhovorů se třemi bývalými členy skupiny Georgem Harrisonem, Paulem McCartneym a Ringo Starrem. Ty jsou doplněny archivními materiály s Johnem Lennonem. Další rozhovory poskytli i někteří další lidé spojení s Beatles, především producent George Martin.
Rozhovory se střídají s nejrůznějšími dokumentárními záznamy z koncertů, televizních vystoupení nebo tiskových konferencí. Není zde žádný doprovodný komentář, informace jsou zprostředkovány pouze skrz autentické snímky a výpovědi účastníků.
Seriál byl poprvé vysílán v listopadu 1995 v USA i Velké Británii. V lednu 1996 byl seriál poprvé odvysílán i Českou televizí. Celkem ho k vysílání zakoupilo 110 televizních stanic po celém světě.

## Video
Jedná se o rozšířenou verzi televizního seriálu. Kolekce vydaná na videokazetách VHS a později na 5 DVD obsahuje 8 dílů po cca 70 minutách a navíc hodinový bonusový díl.
Na rozdíl od televizního seriálu obsahovala tato kolekce videoklipy k novým skladbám "Free As A Bird" a "Real Love", včetně vyprávění žijících členů skupiny o jejich nahrávání a záběrů ze studia. Videokolekce vyšla ve Velké Británii v říjnu 1996.

## Hudební alba
Kolekce šesti CD a případně i jiných nosičů obsahující raritní, dosud oficiálně nevydané nahrávky Beatles. Jedná se o rané nahrávky, demosnímky, nepoužité studiové nebo živé koncertní verze známých skladeb, a také skladby, které se na alba Beatles nakonec nedostaly a byly vydány později na sólových deskách členů kapely nebo do té doby vůbec.

### Anthology 1
První díl vyšel 21. listopadu 1995 a obsadil v britské hitparádě 2. místo. Mapuje období od úplných začátků kapely na konci 50. let 20. století do roku 1964. Symbolicky jej ovšem zahajovala nová píseň Free As A Bird, autorsky připsaná všem čtyřem členům Beatles (Lennon složil základ a ostatní píseň dokončili).
Oproti dalším obsahoval první díl Antologie ve větší míře i mluvené slovo – výňatky z rozhovorů s členy skupiny a ukázku z autobiografie Briana Epsteina čtené jejím autorem. I proto je zde nejvyšší počet jednotlivých skladeb, resp. tracků – 60 – mnohé však nejsou ani minutu dlouhé. Také se zde nachází vzácné nahrávky, kde v kapele hrají ještě původní členové Pete Best (bicí) a Stuart Sutcliffe (baskytara).
Album o celkové délce 125 minut bylo kromě 2 CD vydáno také na třech gramofonových deskách a dvou MC nosičích.

### Anthology 2
Druhý díl vyšel 18. března 1996 a v americké i britské hitparádě obsadil 1. místo. Dokumentuje období od roku 1965 do počátku roku 1968. Bonusem na úvod zde byla druhá nová píseň Real Love, kterou napsal Lennon a ostatní Beatles nově doplnili vokály a aranžmá.
Album obsahuje celkem 45 skladeb o souhrnné délce téměř 128 minut. Stejně jako první díl bylo vedle dvou CD vydáno i na dvou audiokazetách a jako vinylové trojalbum.

### Anthology 3
Třetí díl vyšel 21. října 1996 a v americké hitparádě obsadil 1. místo. Pokrývá období od roku 1968 do rozpadu skupiny na počátku roku 1970. Přes očekávání neobsahovalo toto album žádnou nově nahranou píseň – původně bylo v plánu zpracovat třetí Lennonovu demonahrávku, píseň Now and Then, ale pro Harrisonovu nechuť na to nedošlo. Místo toho byla na čestný úvod alba zařazena A Beginning, krátká instrumentální skladba George Martina původně zamýšlená na Bílé album.
Třetí díl Antologie sestával z 50 skladeb, nahraných dílem ve studiích EMI na Abbey Road, dílem ve studiích Apple Corps a dílem v Harrisonově domácím studiu v Esheru. Délka alba činila 145 a půl minuty, tedy podstatně více než předchozí dva díly. Rozdělení na 2 CD / 2 kazety / 3 gramodesky však zůstalo stejné.

## Kniha
Kniha pod stejným názvem měla být původně další částí této multimediální kolekce, nakonec se ale její vydání oproti plánu zdrželo o 4 roky. Po různých odkladech tak nakonec vyšla 8. října 2000. V Británii ji vydalo nakladatelství Cassell & Co., v USA Chronicle Books LLC. Kniha nebyla přeložena do češtiny, ani v ČR distribuována.
Obsahuje kolem 300 fotografií roztříděných podle jednotlivých let. Každá z nich je doprovázena krátkým komentářem některého z členů skupiny.
Velká část fotografií pochází z archivů EMI a Apple. Kniha však obsahuje i obrázky ze soukromých alb jednotlivých členů, z nichž mnohé byly publikovány poprvé.